# Finale de la Coupe des confédérations 2013
Cet article présente la finale de la Coupe des confédérations 2013 opposant le Brésil, tenant du titre, à l'Espagne, championne du monde 2010 en Afrique du Sud et championne d'Europe 2012 en Pologne-Ukraine.

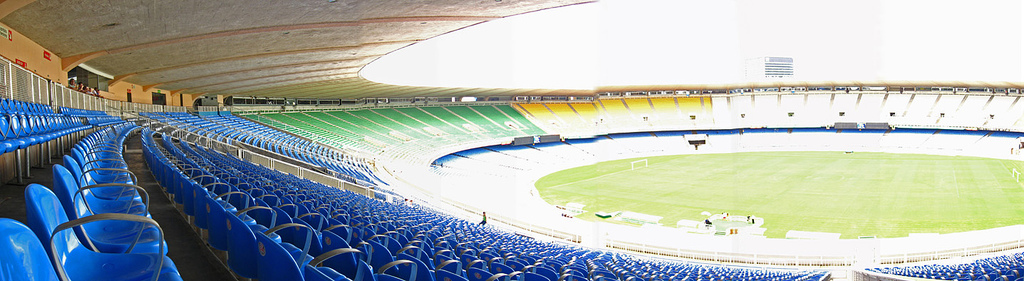
Le Maracanã, stade emblématique et lieu de la finale.

## Parcours des finalistes

### Brésil
Le Brésil se retrouve dans le groupe A avec le Mexique, le Japon et l'Italie. Les Brésiliens se qualifient pour les demi-finales en battant tous leurs adversaires.
En demi-finale, le Brésil retrouve son voisin et rival, l'Uruguay. Après un match fermé où chacune des équipes a eu plusieurs occasions, le tenant du titre s'impose deux buts à un, et se qualifie pour sa troisième finale consécutive dans cette compétition après les succès de 2005 en Allemagne et de 2009 en Afrique du Sud.

### Espagne
L'Espagne se retrouve dans le groupe B avec l'Uruguay, Tahiti et le Nigeria. Les Espagnols se qualifient pour les demi-finales en battant tous leurs adversaires.
En demi-finale, l'Espagne retrouve son voisin et rival, l'Italie. Après un match fermé où chacune des équipes a eu plusieurs occasions, le champion d'Europe et du monde se qualifie pour la finale aux tirs au but (7-6).

## Finale
L'équipe du Brésil s'impose 3-0 face à l'Espagne, grâce à un doublé de Fred (2e et 47e minute) et un but de Neymar (44e minute). À la 55e minute, Sergio Ramos rate un penalty en tirant à côté du but, tandis que Gerard Piqué se fait expulser à la 68e minute en qualité de dernier défenseur, après une faute sur Neymar,.

### Feuille de match
| 30 juin 2013                            | Brésil                   | 3 – 0   | Espagne | Stade Maracanã, Rio de Janeiro                 |                                                |
| 19h (UTC-3) · Historique des rencontres | Fred 2e 47e · Neymar 44e | (2 – 0) |         | Spectateurs : 73 531 Arbitrage : Björn Kuipers | Spectateurs : 73 531 Arbitrage : Björn Kuipers |
| 19h (UTC-3) · Historique des rencontres | Rapport                  |         |         | Spectateurs : 73 531 Arbitrage : Björn Kuipers | Spectateurs : 73 531 Arbitrage : Björn Kuipers |

| Brésil | Espagne |

| GK                  | 12 | Júlio César      |  |     |
| RB                  | 2  | Daniel Alves     |  |     |
| CB                  | 3  | Thiago Silva (c) |  |     |
| CB                  | 4  | David Luiz       |  |     |
| LB                  | 6  | Marcelo          |  |     |
| DM                  | 18 | Paulinho         |  | 88e |
| DM                  | 17 | Luiz Gustavo     |  |     |
| CM                  | 11 | Oscar            |  |     |
| RW                  | 19 | Hulk             |  | 73e |
| LW                  | 10 | Neymar           |  |     |
| CF                  | 9  | Fred             |  | 80e |
| Changements :       |    |                  |  |     |
| MF                  | 23 | Jádson           |  | 73e |
| FW                  | 21 | Jô               |  | 80e |
| MF                  | 8  | Hernanes         |  | 88e |
| Sélectionneur :     |    |                  |  |     |
| Luiz Felipe Scolari |    |                  |  |     |

| GK                 | 1  | Iker Casillas (c) |     |     |
| RB                 | 17 | Álvaro Arbeloa    | 15e | 46e |
| CB                 | 15 | Sergio Ramos      | 28e |     |
| CB                 | 3  | Gerard Piqué      | 68e |     |
| LB                 | 18 | Jordi Alba        |     |     |
| DM                 | 16 | Sergio Busquets   |     |     |
| CM                 | 8  | Xavi              |     |     |
| CM                 | 6  | Andrés Iniesta    |     |     |
| RW                 | 11 | Pedro Rodríguez   |     |     |
| LW                 | 13 | Juan Mata         |     | 52e |
| CF                 | 9  | Fernando Torres   |     | 59e |
| Changements :      |    |                   |     |     |
| DF                 | 5  | César Azpilicueta |     | 46e |
| MF                 | 22 | Jesús Navas       |     | 52e |
| FW                 | 7  | David Villa       |     | 59e |
| Sélectionneur :    |    |                   |     |     |
| Vicente del Bosque |    |                   |     |     |

| Homme du match : Neymar Assistants : Sander van Roekel Erwin Zeinstra Quatrième arbitre : Felix Brych Cinquième arbitre : Mark Borsch |